# Allen Kent
Allen Kent (24. října 1921 – 1. května 2014) byl americký odborník na informatiku.

## Původ
Rodiče byli polští přistěhovalci židovského původu. Po pracovní schůzce s prezidentem společnosti American Agricultural Chemicals z New Yorku si na jeho popud a po dohodě s rodiči změnil příjmení. Jak se vyjádřil v rozhovoru pro NCJW (National Council of Jewish Women), netušil, zda změna jména měla v konečném důsledku vliv na jeho kariéru.

## Manželství
Se svou ženou Rosalin Kossoff se seznámil na pravidelném setkání občanů v židovském centru, kde se setkávali nejen mladí lidé židovského původu. Vzali se 24. ledna 1943 v Rochesteru, státu New York, kam byl Allen Kent během vojenské služby převelen.

## Studium
Jako předmět svého studia na vysoké škole si zvolil chemii, ačkoliv jeho velkou láskou vždy byla matematika. Jak se sám vyjádřil, studium společenských věd jej příliš nezajímalo. Vybral si školu a bez přijímacích zkoušek (v té době se přijímalo na podle známek ze střední školy) nastoupil na universitu. V únoru roku 1938 tedy začal se svým studiem na státní škole City University of New York (CUNY). Roku 1942 svá studia úspěšně zakončil promocí.
Během studia si přivydělával především na učebnice, jež si na rozdíl od studia musel platit. Živil se jako bell boy v Catskillském Grandhotelu, kde nosil hostům zavazadla, pronajímal pinballové hrací stoly a v roce 1938 vykonával pozici shelf readera v knihovně City University of New York, kde studoval. Pracovní náplní shelf readera bylo procházet regály s knihami a kontrolovat, zda jsou knihy správně řazeny podle označení.
Jako spousta jeho vrstevníků i Allen Kent využíval služeb agentury NYA (National Youth Administration), jež pomáhala najít vzdělání a příležitostnou práci mladým lidem ve věku 16–25 let. Zde měl 2 práce, první z nich byla překladatelská činnost pro německého chemika, jemuž překládal knihu z jeho rodného jazyka do angličtiny, druhou byla pozice lékárnického učně ve Flushing Hospital New York. Později byl z personální agentury NYA propuštěn, když byl přistižen při řízení auta (nepředpokládalo se totiž, že by měl prostředky na vlastní vůz).

## Kariéra
Jeho první prací byla funkce kontrolora objednávek materiálu pro US War Department, kde například kontroloval stav výzbroje. Odtud byl povolán do Rochesteru (NY), kde se následně 24. ledna 1943 oženil.

### 1945
Byl povolán do Londýna, kde pro Air Documents Research Office pomáhal se zkoumáním materiálů ukořistěných nacistům v Peenemunde. Tyto dokumenty se týkaly zejména nacistického raketového výzkumu a vývoje.
V roce 1946 opustil aktivní vojenskou službu. Byla mu nabídnuta funkce chemika v nově zakládané firmě, jejímž podnikatelským záměrem byla výroba sacharinu. Allen Kent však brzy zjistil, že kvůli hledání postupu pro výrobu sacharinu musí zdlouhavě procházet abecedně indexované spisy, bez toho aby je šlo efektivněji prohledávat.
Potřebné znalosti ohledně indexace a abstrakce získal ve svém novém zaměstnání v roce 1949. Ve vydavatelství Interscience Publishers, Inc. v New Yorku se seznámil s Jamesem W. Perrym, který se zabýval problémem indexování a třídění. Toho pak následoval roku 1951 do Massachusettského technologického institutu (M.I.T.) – Center for International Studies. V tomto institutu se Allen Kent a James W. Perry zajímali o řešení problému třídění informací, na které soudobé výpočetní systémy neměly potřebné znalosti. Neuměly totiž operovat na bázi znaků a sloužily především pro numerické operace. To se změnilo s příchodem principu děrných štítků za přičinění Hanse Petera Luhna. Hans Peter Luhn (pracovník IBM) vytvořil zařízení pro čtení děrných štítků, které umožňovalo vkládání dat, nezávisle na pozici či značícím poli. Pomocí děrných karet se pak na principu fotocitlivých buněk vyhledala odpovídající karta s informacemi.
Později se ustavil tým na M.I.T., jehož členy byli Allen Kent, James W. Perry a Madeline M. Berry. Tento tým se začal zabývat možnostmi kontrolovaného slovníku, který by sloužil pro vyhledávání jednotlivých parametrů dat. Odpovědí měl být projekt sémantického kódového slovníku. Toto vedlo k analýze vědeckých a technických termínů, jejímž důsledkem byl tesaurový kódovací systém, který umožňoval vyhledávání skrze dodatečné smyslové fazety (tj. bližší udání kategorií vyhledávané informace).
Poté tým odešel na Battelle Memorial Institute, kde se snažil o vývoj mechanizovaného vyhledávacího systému. Měli poměrně volné pole působnosti, protože v té době byl obor zabývající se vyhledáváním informací v plenkách. Zabývali se především tím, jak správně naindexovat termíny, které by uživatele dovedly k požadované informaci. Tedy zásadním úkolem, jak charakterizovat uložená data (informace) tak, aby byla uživatelem snadno nalezitelná. Řešením by mohl být jednotný dotazovací jazyk, jež by vyloučil nechtěné či neužitečné (irelevantní) informace. Zabývali se proto zkoumáním slov, frází a jednotlivých syntaxí a jejich vlivem na dokument.

### 1955
V roce 1955 Allen Kent a James W. Perry založili na Western Reserve University nové Centrum pro dokumentaci a komunikační výzkum (Center for Documentation and Communication Research). Poté začali vytvářet zkušební program užitnosti mechanického vyhledávání pro obor metalurgie. To vedlo v roce 195[kdy?] k sestrojení vyhledávacího a třídícího stroje (Western Reserve University searching Selector) pracujícího na principu vkládání požadavků pomocí děrných štítků. Tento stroj byl schopen vyhledávat až 10 dotazů během jednoho vyhledávání ve své databázi pásek. Reserve University searching Selector byl pak komercializován společností General Electric Co. pod názvy GE-250 a GE-225.
Zajímavost: Vývoj třídícího a vyhledávacího stroje byl natolik zásadní záležitostí, že byl Allen Kent pozván na interview, ze kterého vznikl článek v časopise Harper's Bazaar – A Machine That Does Research (roku 1952). V roce 1958, tedy po třech letech monitorování zkušebního projektu informačních služeb v metalurgii a samozřejmě za přispění stroje WRU, se ukázalo, že je použitelný i v praxi.
Užitím toho stroje pro komerční účely vznikly v polovině 60. let 2 služby, poskytované firmou General Electric. Uživatelé si formou korespondence žádali o zaslání dokumentů týkajících se různých vědních oborů. Jednalo se o služby:
1. retrospektivní služba – vyhledávání starších informací uložených v archivech.
2. současné novinky – klienti služby se zaměřením na současné dění si dopisovali o články určitého tématu a byly jim servírovány aktuální články o stáří ne delším než 2 týdny.

V nabídce byly dokonce i celé předpřipravené balíky vztahující se k určenému tématu a samozřejmě i bibliografické záznamy.

### 1958
Za podpory senátora Huberta H. Humphreyho dal Allen Kent podnět k vybudování národního centra pro řízení vědeckých a technických informací.
V září a říjnu roku 1958 odjel služebně do bývalého SSSR, aby se informoval o nových trendech v šíření vědecké dokumentace. Šlo o porovnání výsledků práce informačního vyhledávání dvou zemí (USA a SSSR). Přestože panovala rivalita mezi USA a SSSR, během jeho pracovního pobytu mu byl umožněn přístup k vědecké dokumentaci a mohl tak porovnat úroveň šíření vědeckého materiálu obou států. Byl dobře přijat zejména proto, že sovětští kolegové znali jeho publikace, které v SSSR vycházely. Při rozhovoru pro NCJW (National Council of Jewish Women), se jej moderátorka zeptala, jaký byl rozdíl mezi americkou a sovětskou dokumentací. Odpověděl tehdy: “Byly jako noc a den“. Své zážitky ze zahraniční služební cesty popsal v článku Soviet documentation. Během služební cesty navštívil i centrální instituci pro vědeckou dokumentaci Institute of Scientific Information of the Academy of Science of the U.S.S.R. v Moskvě. Tato centrála sbírala obrovská kvanta vědeckého materiálu, který uchovávala ve formě mikrofiší a mikrofilmů a dále jej šířila mezi vědeckou obec. Jednalo se o tisíce vědeckých publikací.
Po návratu do USA začal Allen Kent pilotním programem zaštítěným Centrem pro dokumentaci a výzkum komunikace (center for Documentation and Communication Research, WRU), jenž měl sloužit pro detailní analýzu a šíření vzdělávacího materiálu, jehož poptávka byla založena na požadavcích a zájmech uživatelů. Primárním cílem bylo vyzkoušet první velký mechanizovaný vyhledávací systém v oblasti, která není tak náročná, jako sféra vědeckého výzkumu a vývoje. Proto se tedy program soustředil na systém vzdělávací.
1962 Allen Kent publikoval svou první učebnici informačního vyhledávání (jež byla přeložena do několika jazyků).

### 1963
Kent odešel na University of Pittsburgh, aby vybudoval Centrum systémů pro dostupnost vědomostí (Knowledge Availability Systems Center). Poté se seznámil s dr. Staffordem Warrenem, asistentem prezidentů (J. F. Kennedyho a Lyndona Johnsona), který jej přesvědčil ke spolupráci na tvorbě Národního knihovnického systému.
V roce 1964 se konala první z národních konferencí o informačních technologiích, knihovnické automatizaci a sdílení zdrojů. Tématem zahájení se staly na popud tehdejšího kancléře Edwarda H. Lichtfielda „Systémy k dosažení vědomostí“ (Knowledge avilibility systems). Čestnými doktoráty byli vyznamenáni informační vědci: Claude Elwood Shannon, Warren Weaver, Shiyali Ramamrita Ranganathan, Sir Charles Snow a Quincy Mumford.
O rok později byl uveden první díl Encyklopedie knihovnictví a informační vědy. Původně měla mít 9 dílů, postupem času se však rozrostla na 35 svazků (dílo obsahuje více než 20 000 stran a má více než 1300 přispěvatelů celosvětově).
Mezi lety 1967 a 1970 byl předsedou Národní poradenské komise pro informační systémy v Národním institutu neurologických chorob.
Od roku 1969 byl jmenován jako ředitel kanceláře komunikačních programů (zodpovídali se mu Director of Libraries a také Director of Academic Computer Center). Byl též předsedou Výkonné komise počítačového centra a Universitních knihoven. Poté od roku 1976 působil jako profesor.
V letech 1971–1974 byl předsedou správní rady EDUCOM – v té době byl prezidentem Henry Chauncey.
V letech 1975–1981 koeditoval s Jackem Balzerem a Albertem Holzmanem 16. díl Encyklopedie počítačové vědy a technologie.
Roku 1985 vyvíjel výukový program v telekomunikacích.
Roku 1986 byl iniciátorem Encyklopedie mikropočítačů.
V roce 2012 Allen Kent zastával funkci Distinguished Service Proffesor Emeritus (význačný emeritní profesor) v programu GIST (Graduate Information Science and Technology) na University of Pittsburgh.

## Přínos pro informační vědu
- Zásluhou Allena Kenta vznikla na University of Pittsburgh Department of Information Science, která vzdělává stále nové generace informačních pracovníků.
- Veliký význam měla mimo jiné i spolupráce A. Kenta s J. W. Perrym na vývoji vyhledávacích a třídících zařízení, pracujících na principu vkládání dat prostřednictvím děrných štítků (o těchto strojích napsal také učebnici Textbook on mechanized information retrieval). Allen Kent také pomohl J. W. Perrymu sestrojit informační vyhledávací stroj na principu spínajících se relé.
- Na School of Information Science na University of Pittsburgh vznikla cena The Allen Kent Award, kterou universita vyznamenává své absolventy, za vynikající přispění do programu GIST (Graduate Information Science and Technology). Allen Kent na Pittsburské universitě působil jako význačný emeritní profesor.

## Zajímavosti
1. Vlasy A. Kentovi údajně podle jeho slov vypadaly po léčbě v období jeho vojenského výcviku (na pozici leteckého navigátora). Bylo to v období druhé světové války a penicilin byl nedostatkovým zbožím. Proto byl léčen sirnými medikamenty.
2. Spouštěcím mechanismem úmyslu zřídit centrum pro sběr a šíření vědeckých materiálů bylo roku 1957 vypuštění sovětské sondy Sputnik. To dokazovalo jistý pokrok, či spíše náskok, který měl bývalý Sovětský svaz, co se týče vědecké komunikace a šíření materiálů vývoje a výzkumu.
3. Své původní jméno si na A. Kent změnil po dohodě s rodiči, po rozhovoru s budoucím zaměstnavatelem (prezidentem Americal Agricultural Chemicals NY) .Ten mu říkal, že v jejich pobočce pracuje již několik Poláků s podobným jménem. Kent se rozhodl změnit jméno, netušil ani v nejmenším, jestli to nakonec mělo vliv na jeho kariéru.
4. Jeho žena nedodělala vysokou školu, protože od mládí jej následovala na jeho služebních cestách.
5. K zájmu o třídění a vyhledávání informací ho přivedla mimo jiné zkušenost, kdy mu byla nabídnuta pozice chemika ve firmě, jež se chtěla zabývat výrobou sacharinu. Kent zjistil, že zjistit informace potřebné pro produkci sacharinu je velice složité.
6. Na M.I.T. pracoval na projektech pro CIA (tato americká zpravodajská agentura si vybrala M.I.T pro své výzkumné účely).
7. Po základním výcviku na navigátora nakonec nebyl nasazen do boje, což mu nejspíš zachránilo život, protože z jeho výcvikové skupiny se vrátilo z misí jen velmi málo lidí.